# 10806 Mexico
A 10806 Mexico (ideiglenes jelöléssel 1993 FA2) a Naprendszer kisbolygóövében található aszteroida. Eric Walter Elst fedezte fel 1993. március 23-án.